# Liste der Einträge im National Register of Historic Places im Douglas County (Nevada)
Diese Liste der Einträge im National Register of Historic Places im Douglas County (Nevada) enthält alle in Douglas County, Nevada in das National Register of Historic Places eingetragenen Gebäude, Bauwerke, Objekte, Stätten oder historischen Distrikte.
Diese Liste entspricht dem Bearbeitungsstand des National Park Service/National Register of Historic Places vom 25. Oktober 2024.

## Legende
| NRHP | Historic Place             |
| HD   | National Historic District |

## Aktuelle Einträge
| [ 2 ] | Name                                                     | Bild                                                     | Eintragsdatum                  | Lage                                                                               | Ort                  | Beschreibung |
| ----- | -------------------------------------------------------- | -------------------------------------------------------- | ------------------------------ | ---------------------------------------------------------------------------------- | -------------------- | ------------ |
| 1     | Carson Valley Hospital                                   | weitere Bilder                                           | 29. Mai 1979 ID-Nr. 79001462   | 1466 U.S. Route 395 38° 56′ 34″ N, 119° 45′ 2″ W                                   | Gardnerville         |              |
| 2     | Carson Valley Improvement Club Hall                      | weitere Bilder                                           | 4. Aug. 1983 ID-Nr. 83004184   | 1606 Esmeralda Ave. 38° 57′ 12″ N, 119° 45′ 49″ W                                  | Minden               |              |
| 3     | de'ek wadapush (Cave Rock) Traditional Cultural Property | de'ek wadapush (Cave Rock) Traditional Cultural Property | 31. Jan. 2017 ID-Nr. 100000610 | United States Route 50, nördlich von Stateline 39° 2′ 47,7″ N, 119° 56′ 53″ W      | Lincoln Park, Vorort |              |
| 4     | Douglas County Courthouse                                | weitere Bilder                                           | 6. Aug. 1986 ID-Nr. 86002266   | 1616 8th St. 38° 57′ 20″ N, 119° 45′ 47,9″ W                                       | Minden               |              |
| 5     | Douglas County High School                               | weitere Bilder                                           | 9. März 1992 ID-Nr. 92000117   | 1477 U.S. Route 395 38° 56′ 37″ N, 119° 45′ 2″ W                                   | Gardnerville         |              |
| 6     | Farmers Bank of Carson Valley                            | weitere Bilder                                           | 6. Aug. 1986 ID-Nr. 86002264   | 1597 Esmeralda Ave. 38° 57′ 13″ N, 119° 45′ 45″ W                                  | Minden               |              |
| 7     | Farmer’s Bank of Carson Valley                           | weitere Bilder                                           | 6. Apr. 2000 ID-Nr. 00000338   | 1596 Esmeralda Ave. 38° 57′ 10″ N, 119° 45′ 47″ W                                  | Minden               |              |
| 8     | Friday’s Station                                         | weitere Bilder                                           | 9. Okt. 1986 ID-Nr. 86003259   | U.S. Route 50 in Nevada 38° 57′ 50″ N, 119° 56′ 5″ W                               | Stateline            |              |
| 9     | Lena N. Gale Cabin                                       |                                                          | 12. Juni 2001 ID-Nr. 01000586  | 726 Cedar St. 39° 0′ 12″ N, 119° 56′ 56″ W                                         | Zephyr Cove          |              |
| 10    | Gardnerville Branch Jail                                 | weitere Bilder                                           | 16. Mai 2003 ID-Nr. 03000415   | 1440 Courthouse St. 38° 56′ 29″ N, 119° 44′ 30″ W                                  | Gardnerville         |              |
| 11    | Gardnerville Elementary School                           | weitere Bilder                                           | 19. Feb. 2008 ID-Nr. 08000033  | 1290 Toler Ave. 38° 56′ 23,3″ N, 119° 44′ 38,4″ W                                  | Gardnerville         |              |
| 12    | Genoa Historic District                                  | weitere Bilder                                           | 16. Apr. 1975 ID-Nr. 75001108  | nordwestlich von Minden, an der Nevada State Route 57 39° 0′ 18″ N, 119° 50′ 35″ W | Genoa                |              |
| 13    | Home Ranch                                               | weitere Bilder                                           | 5. Dez. 1980 ID-Nr. 80002466   | westlich von Minden 38° 56′ 54″ N, 119° 47′ 20″ W                                  | Minden               |              |
| 14    | It-goom-mum teh-weh-weh ush-shah-ish                     |                                                          | 1. Feb. 2016 ID-Nr. 15001029   | Adresse nicht veröffentlicht                                                       | Dresslerville        |              |
| 15    | Arendt Jensen House                                      | weitere Bilder                                           | 8. März 1989 ID-Nr. 89000126   | 1431 Ezell St. 38° 56′ 31″ N, 119° 44′ 29″ W                                       | Gardnerville         |              |
| 16    | Arendt Jensen, Jr. House                                 | Arendt Jensen, Jr. House                                 | 1. Dez. 1994 ID-Nr. 94001405   | 1243 A und 1243 B Eddie St. 38° 56′ 32″ N, 119° 44′ 46″ W                          | Gardnerville         |              |
| 17    | Jobs Peak Ranch                                          |                                                          | 11. Jan. 2001 ID-Nr. 00001639  | 144 Summit Ridge Way 38° 53′ 49″ N, 119° 50′ 56″ W                                 | Genoa                |              |
| 18    | Lake Shore House                                         |                                                          | 4. Okt. 1979 ID-Nr. 79001463   | Glenbrook Road 39° 5′ 18″ N, 119° 56′ 18″ W                                        | Glenbrook            |              |
| 19    | Wilhelm and William Lampe Ranch                          | weitere Bilder                                           | 12. Apr. 2018 ID-Nr. 100001620 | 1335 Centerville Lane 38° 56′ 3,2″ N, 119° 44′ 56″ W                               | Gardnerville         |              |
| 20    | Minden Butter Manufacturing Company                      | weitere Bilder                                           | 6. Aug. 1986 ID-Nr. 86002263   | 1617 Water Street 38° 57′ 20″ N, 119° 45′ 47,9″ W                                  | Minden               |              |
| 21    | Minden Elementary School                                 | weitere Bilder                                           | 19. Feb. 2008 ID-Nr. 08000034  | 1638 Mono Avenue 38° 57′ 14″ N, 119° 46′ 1″ W                                      | Minden               |              |
| 22    | Minden Flour Milling Company                             | weitere Bilder                                           | 14. Nov. 1978 ID-Nr. 78001721  | 6th Street und U.S. Route 395 38° 57′ 18″ N, 119° 45′ 46″ W                        | Minden               |              |
| 23    | Minden Inn                                               | weitere Bilder                                           | 6. Aug. 1986 ID-Nr. 86002262   | 1594 Esmeralda Avenue 38° 57′ 11″ N, 119° 45′ 43,9″ W                              | Minden               |              |
| 24    | Minden Wool Warehouse                                    | weitere Bilder                                           | 6. Aug. 1986 ID-Nr. 86002261   | 1615 Railroad Avenue 38° 57′ 19″ N, 119° 45′ 51″ W                                 | Minden               |              |
| 25    | Reese-Johnson-Virgin House                               | Reese-Johnson-Virgin House                               | 21. Juli 2004 ID-Nr. 04000728  | 193 Genoa Lane 39° 0′ 12″ N, 119° 50′ 38,4″ W                                      | Genoa                |              |
| 26    | TAHOE (Schiffswrack)                                     | weitere Bilder                                           | 11. Feb. 2004 ID-Nr. 04000026  | Lake Tahoe 39° 5′ 29″ N, 119° 57′ 7,9″ W                                           | Glenbrook            |              |